# Moukhen
Moukhen (en russe : Мухен) est une commune urbaine du raïon de Lazo du kraï de Khabarovsk, en Russie. Elle est forme l'établissement urbain de Moukhen, et se trouve en Extrême-Orient russe. Sa population s'élevait à 2 936 habitants en 2023.    

## Géographie
La commune urbaine de Moukhen se situe en Extrême-Orient russe, dans le kraï de Khabarovsk, dans le district fédéral d'Extrême-Orient. La localité se trouve dans le raïon de Lazo, une des raïons du kraï, et forme l'établissement urbain de Moukhen, une municipalité du raïon, dont elle est la seule localité,,.
Moukhen, comme tout le kraï de Khabarovsk, est située dans le fuseau horaire MSK+7 (heure de Vladivostok). Le décalage horaire appliqué par rapport au temps universel coordonné est +10:00.

## Démographie
Recensements (*) et estimations de la population:
| 2002* | 2010* | 2021* | 2023  | - |
| ----- | ----- | ----- | ----- | - |
| 4 756 | 4 068 | 3 018 | 2 936 | - |